# David B. Lyons

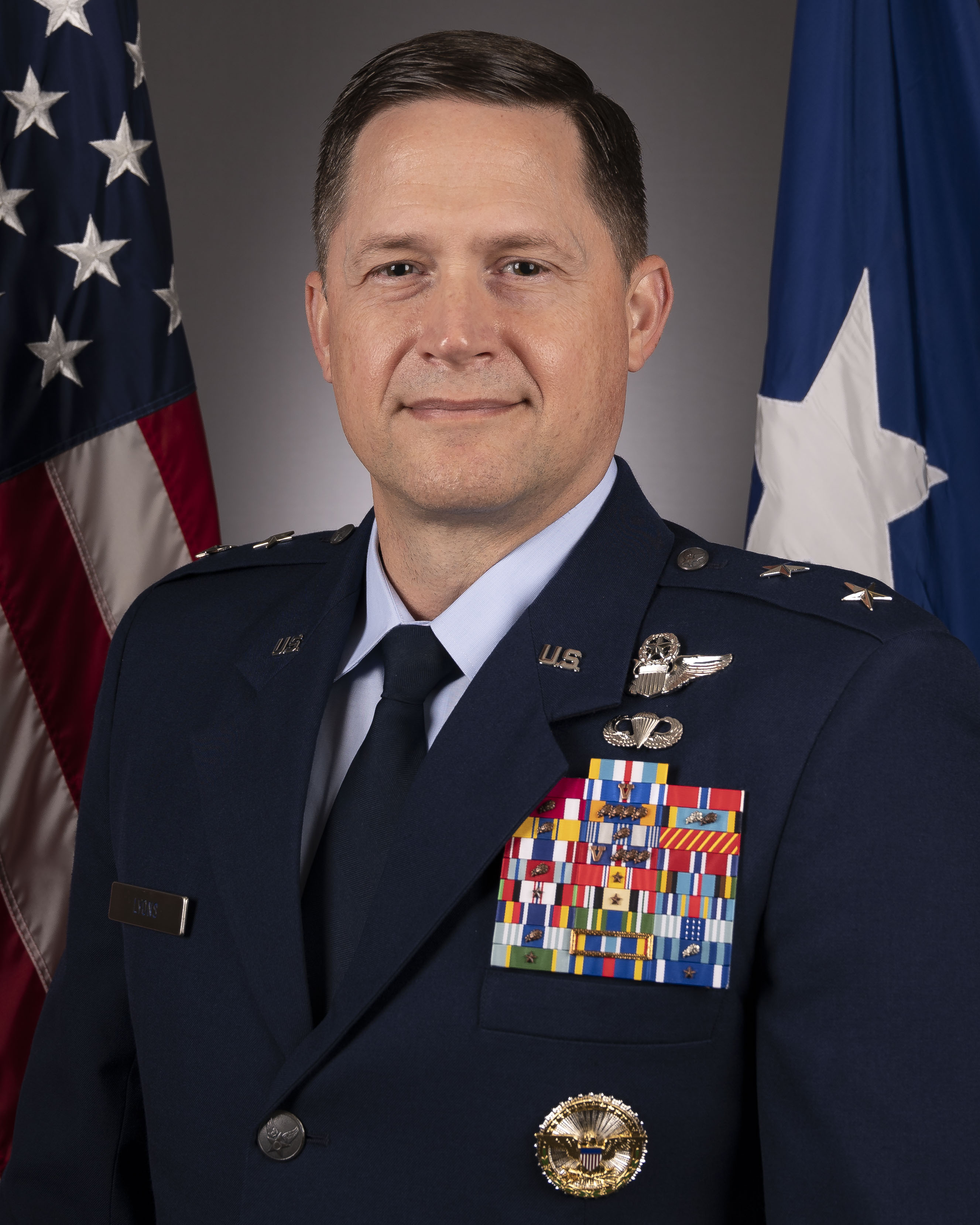
David B. Lyons (2021)

David B. Lyons (* um 1970) ist ein Generalmajor der United States Air Force. Zurzeit (Mai 2025) kommandiert er die 15. Luftflotte.
Über das ROTC-Programm des Georgia Institute of Technology gelangte er im Jahr 1992 in das Offizierskorps der United States Air Force. Dort durchlief er anschließend alle Offiziersränge vom Leutnant bis zum Zwei-Sterne-General.
Im Lauf seiner militärischen Karriere absolvierte er verschiedene Kurse und Schulungen. Dazu gehörten unter anderem eine Ausbildung zum Kampfpiloten und weitere Fortbildungskurse als Pilot neuer Flugzeugtypen; die Squadron Officer School auf der Maxwell Air Force Base in Alabama; das Air Command and Staff College, ebenfalls auf der Maxwell AFB; die School of Advanced Air and Space Studies; die Eisenhower School in Fort Lesley J. McNair in Washington, D.C. und das Leadership Enhancement Program in Greensboro in North Carolina. Außerdem erhielt er akademische Grade von der George Washington University und der University of North Carolina at Chapel Hill.
In seinen frühen Jahren als Offizier der Luftwaffe war er an verschiedenen Stützpunkten stationiert. Dabei war er als Pilot, Flugausbilder oder Stabsoffizier bei unterschiedlichen Einheiten tätig. Dazwischen absolvierte er die erwähnten Schulungen. Als Stabsoffizier war er unter anderem im Hauptquartier der Air Force tätig. Lyons war unter anderem bei der Operation Southern Watch, im Irakkrieg und bei der Operation Enduring Freedom als Pilot eingesetzt.
Zwischen Juli 1995 und August 1996 war er auf der Osan Air Base in Südkorea stationiert. Danach gehörte er bis zum Juli 1998 der 74. Kampfstaffel (74th Fighter Squadron) an, die zur Unterstützung der 82. Luftlandedivision der United States Army abgestellt war. Nach zwischenzeitlich anderen Verwendungen wurde er nach Japan auf die Misawa Air Base versetzt. Zwischen Dezember 2000 und Juli 2004 war er dort bei unterschiedlichen Einheiten als Pilot bzw. Flugausbilder tätig.
In den folgenden Jahren setze er seine Offizierslaufbahn in den Vereinigten Staaten fort. Dabei war er mehrfach Stabsoffizier im Hauptquartier der Air Force. Zwischen Juni 2011 und Juni 2013 kommandierte er als Oberstleutnant auf der Spangdahlem Air Base in Deutschland die 52nd Operations Group. Anschließend war er bis zum Juni 2015 in Belgien für die NATO tätig. Daran schloss sich eine Versetzung zur Hill Air Force Base in Utah an, wo er zwischen Juni 2015 und Juni 2017 das 388. Kampfgeschwader (388th Fighter Wing) kommandierte.
Lyons nächste Mission führte ihn auf die Davis-Monthan Air Force Base in Arizona. Zwischen Juni 2017 und Juni 2018 war er dort stellvertretender Kommandeur der 12. Luftflotte. Daran schloss sich eine Versetzung zur Bagram Air Base in Afghanistan an. Dort kommandierte er bis zum Juni 2019 das 455. Expeditionsgeschwader (455th Air Expeditionary Wing). Nach seiner Rückkehr in die Vereinigten Staaten wurde er zum Stab des Verteidigungsministeriums versetzt, dem er als Senior Military Assistant to the Deputy Secretary of Defense bis zum Juni 2021 angehörte. Daran schloss sich eine Versetzung auf die Langley Air Force Base in Virginia an. Bis zum Juli 2022 bekleidete er beim dort ansässigen Air Combat Command (ACC) das Amt des Generalinspekteurs (Inspector General). Danach übernahm er die Leitung der Stabsabteilung für Luft- und Raumoperationen des ACC, die er bis zum Januar 2024 innehatte.
Am 5. Januar 2024 übernahm er auf der Shaw Air Force Base in South Carolina als Nachfolger von Michael G. Koscheski das Kommando über die 15. Luftflotte. Dieses Amt bekleidet er bis heute (Mai 2025).
Während seiner aktiven Zeit als Militärpilot absolvierte er über 2300 Flugstunden auf verschiedenen Flugzeugtypen.

## Daten der Beförderungen
| Abzeichen | Rang               | Jahr              |
| --------- | ------------------ | ----------------- |
|           | Second Lieutenant  | 2. Februar 1993   |
|           | First Lieutenant   | 2. Februar 1995   |
|           | Captain            | 2. Februar 1997   |
|           | Major              | 1. Juni 2003      |
|           | Lieutenant Colonel | 1. September 2007 |
|           | Colonel            | 1. September 2011 |
|           | Brigadier General  | 3. Juli 2018      |
|           | Major General      | 7. Mai 2021       |

## Orden und Auszeichnungen
David Lyons erhielt im Lauf seiner militärischen Laufbahn unter anderem folgende Auszeichnungen:
- Defense Distinguished Service Medal
- Defense Superior Service Medal
- Legion of Merit
- Bronze Star Medal
- Distinguished Flying Cross
- Meritorious Service Medal
- Air Medal
- Aerial Achievement Medal
- Air Force Commendation Medal
- Air Force Combat Action Medal
- Global War on Terrorism Expeditionary Medal
- Korean Defense Service Medal
- Afghanistan Campaign Medal
- Iraq Campaign Medal